# Казахстанско-польские отношения
Казахстанско-польские отношения — двусторонние дипломатические отношения между Республикой Казахстан и Республикой Польша. У Казахстана есть посольство в Варшаве, также у Польши есть посольство в Астане. Страны являются членами Организации по безопасности и сотрудничеству в Европе.

## История
Дипломатические отношения между Казахстаном и Польшей были установлены в 6 апреля 1992 года.
В марте 1994 года было открыто посольство Польши в Казахстане, в октябре 2000 года — посольство Казахстана в Польше.
Первый президент Казахстана Нурсултан Назарбаев посещал Польшу три раза (официальные визиты — в ноябре 1997 года и в мае 2002 года, государственный визит — 23 августа 2016 г.). За время президентства Назарбаева президенты Польши посещали Казахстан также 3 раза (официальные визиты Александра Квасьневского в октябре 1999 года, Леха Качиньского в марте 2007 года, государственный визит Анджея Дуды 6-8 сентября 2017 года).
23-26 мая президент Казахстана Нурсултан Назарбаев посетил Республику Польша с официальным визитом. Назарбаев провёл встречи с президентом Польши Александром Квасьневским, маршалом Сейма Мареком Боровским, маршалом Сената Лонгином Пастушяком, премьер-министром Лешеком Миллером. Во время визита прошли церемония официального открытия посольства Казахстана в Польше, презентация альбома Назарбаева «Мир — это слово, которое определяет всё». Квасьневский вручил Назарбаеву высшую государственную награду страны — орден Белого орла, а президент Казахстана наградил коллегу орденом «Достык».

## Экономические отношения
Товарооборот между странами в 2014 году превысил сумму 2,2 миллиона долларов США. В Казахстане свыше 200 польских предприятий, которые инвестировали около 130 миллионов долларов в Казахстан. Внешнеторговые агентства обеих стран создали межправительственную Польско-казахстанскую комиссию экономического сотрудничества для налаживания коммерческих связей между предприятиями.
Польские авиалинии LOT осуществляют перелёты между Варшавой и Астаной.

## Списки послов

### Послы Казахстана в Польше

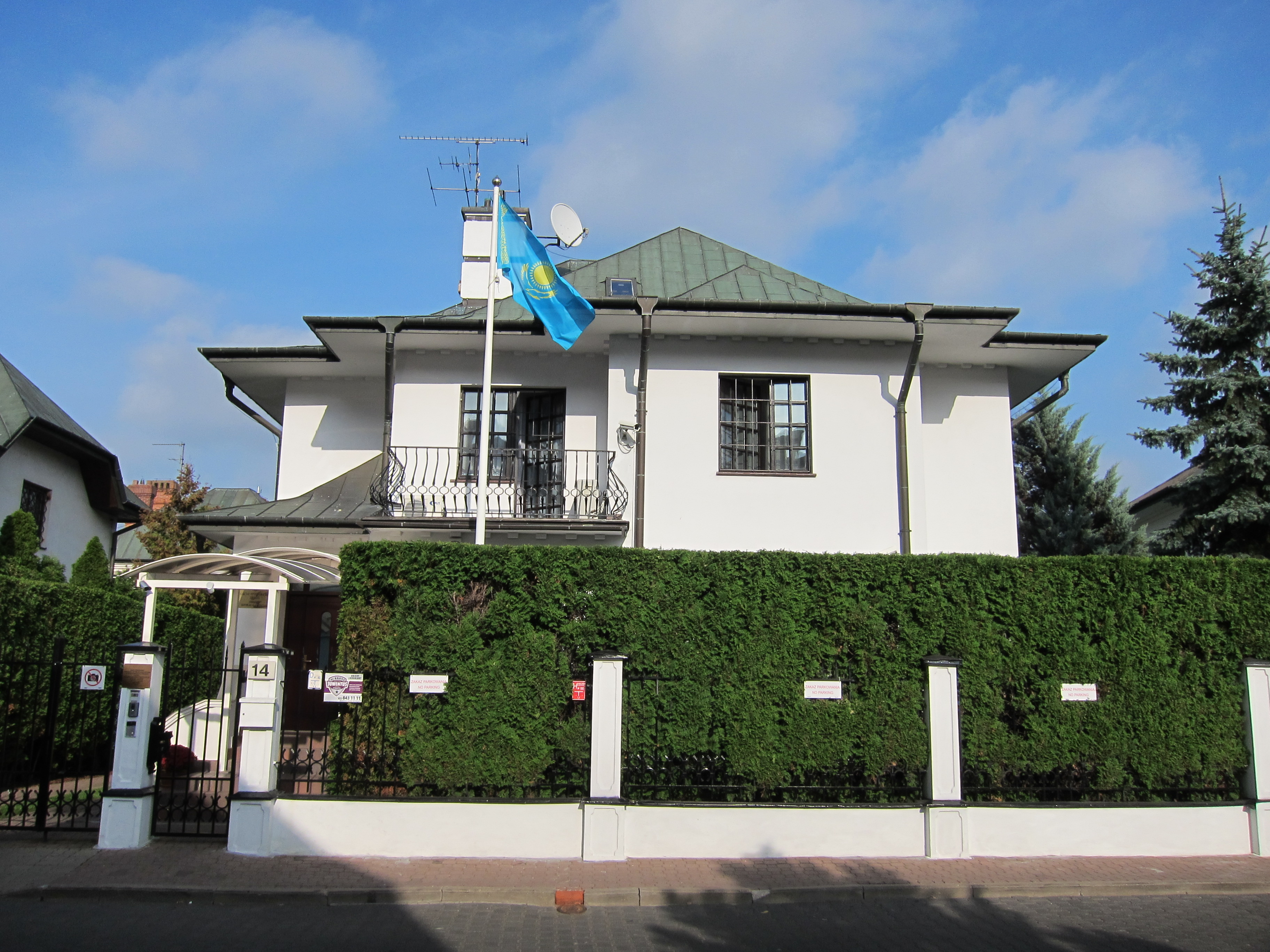
Посольство Казахстана в Варшаве

Список чрезвычайных и полномочных послов без учёта послов по совместительству и временных поверенных в делах:
1. Константин Жигалов (2000—2003)
2. Тулеутай Сулейменов (2003—2005)
3. Алексей Волков (2005—2012)
4. Ерик Утембаев (2012—2016)
5. Алтай Абибуллаев (май 2016 — февраль 2017)
6. Маргулан Баймухан (июль 2017 — май 2020)
7. Алим Кирабаев (5 марта 2020 — 7 апреля 2025)
8. Нурлан Жалгасбаев (7 апреля 2025 — н. в.)

### Послы Польши в Казахстане
Список чрезвычайных и полномочных послов без учёта послов по совместительству и временных поверенных в делах:
1. Марек Гавенцкий (1994—2000)
2. Здислав Новицкий (2000—2004)
3. Владислав Соколовский (2004—2007)
4. Павел Чепляк (2007—2010)
5. Яцек Ключковский (2011—2015)
6. Мачей Ланг (2015—2016)
7. Селим Хазбиевич (2017—2023)